# 아우토반 573호선
아우토반 573호선(독일어: Bundesautobahn 573)은 독일의 고속도로로, 아우토반 61호선과도 이어주며, 바트노이에나-아바일러를 관통하고 있는 짧은 아우토반 노선으로 알려져 왔지만 장래에는 바트노이에나까지 연장될 가능성이 있고, 또한 아우토반 31호선과도 연결시킬 계획에 있다. 실제 총연장은 3km로 웬만하면 지선 이하급의 고속도로이기도 하다.